# Stauroderus scalaris
Espèce
Stauroderus scalaris, le criquet jacasseur ou staurodère scalaire, est une espèce d'orthoptères appartenant à la famille des acrididés (criquets).

## Taxonomie
Synonymie
- Chorthippus pyrenaeus Saulcy, 1887
- Chorthippus scalaris (Fischer von Waldheim, 1846)
- Oedipoda discoidalis Eversmann, 1848
- Oedipoda scalaris Fischer von Waldheim, 1846

Sous-espèces
- Stauroderus scalaris demavendi
- Stauroderus scalaris scalaris
- Stauroderus scalaris znojkoi